# Carvalhotingis
Carvalhotingis is een geslacht van wantsen uit de familie van de Miridae (Blindwantsen). Het geslacht werd voor het eerst wetenschappelijk beschreven door Froeschner in 1995.

## Soorten
Het genus bevat de volgende soorten:

- Carvalhotingis comitis (Drake, 1948)
- Carvalhotingis hollandi (Drake, 1935)
- Carvalhotingis nexa (Drake, 1936)
- Carvalhotingis rustica (Monte, 1942)
- Carvalhotingis tumida (Drake, 1924)
- Carvalhotingis visenda (Drake & Hambleton, 1934)